# 小婦人 (1994年電影)
《小婦人》（英語：Little Women）是一部1994年的美國電影，根據露意莎·梅·奧爾柯特的同名小說《小婦人》改編而成。
電影和原著一樣，以19世紀正歷內戰的美國為背景，故事則圍繞著March一家四姊妹的日常生活。

## 劇情
請參見原著。

## 演員表
- 薇诺娜·瑞德 - Josephine "Jo" March
- 加布里埃尔·伯恩 - Friedrich Bhaer
- 特里尼·阿尔瓦拉多（英语：Trini Alvarado） - Margaret "Meg" March
- 克斯汀·鄧斯特 - 年幼的Amy March
- 萨曼莎·马西斯 - 年长的Amy March
- 克萊兒·丹妮絲 - Elizabeth "Beth" March
- 克里斯汀·貝爾 - Theodore "Laurie" Laurence
- 埃里克·斯托尔兹  - John Brooke
- 约翰·内维尔（英语：John Neville (actor)） - Mr. James Laurence
- 玛丽·威克斯（英语：Mary Wickes） - Aunt Josephine March
- 蘇珊·莎蘭登 - Abigail "Marmee" March
- 马修·沃克（英语：Matthew Walker (Canadian actor)） - Robert March
- 佛罗伦萨·帕特森（英语：Florence Paterson） - Hannah Mullet
- 詹尼·莫蒂伊（英语：Janne Mortil） - Sally Moffat

## 反响
烂番茄新鲜度92%，Metacritic上得到87分，获得广泛好评。

## 奖项
获奖
- 堪萨斯城影评人协会奖最佳女主角：Winona Ryder
- 广播音乐公司电影音乐奖：Thomas Newman

提名
- 奥斯卡金像奖最佳女主角提名：Winona Ryder
- 奥斯卡金像奖最佳服装设计提名：Colleen Atwood
- 奥斯卡金像奖最佳原创音乐提名： Thomas Newman
- 英国电影学院奖最佳服装设计提名：Colleen Atwood
- 美国编剧工会奖最佳改编剧本提名：Robin Swicord

## 外部連結
- 互联网电影数据库（IMDb）上《小婦人》的资料（英文）
- AllMovie上《小婦人》的资料（英文）
- Box Office Mojo上《小婦人》的資料（英文）
- 爛番茄上《小婦人》的資料（英文）
- Metacritic上《小婦人》的資料（英文）